# We’ll Be Together
«We’ll Be Together» (с англ. — «Мы будем вместе») — песня, написанная и записанная английским автором-исполнителем Стингом. Она была выпущена в 1987 году в качестве главного сингла с его второго студийного альбома …Nothing Like the Sun. Это одна из самых узнаваемых и популярных песен Стинга в Северной Америке.

## О песне
Стинг написал песню для рекламы пива для пивоваренной компании Kirin. Он сказал, что они попросили его включить в песню слово «together». Он написал песню за несколько минут и сказал, что песня понравилась и японцам, и продюсерам, несмотря на то, что на её создание ушло совсем немного времени. В оригинальной записи на гитаре играет Эрик Клэптон, в других вариантов песни вместо него играет Брайан Лорен. Версия с Клэптоном позже появится на сборнике лучших хитов Стинга 1994 года Fields of Gold: The Best of Sting 1984–1994.
В конце песни звучат слова из песни Стинга 1985 года «If You Love Somebody Set Them Free».

## Выпуск
Песня «We’ll Be Together» была выпущена в качестве первого сингла с альбома …Nothing Like the Sun, наряду с «Conversation with a Dog». Сингл добился успеха в чартах, достигнув 7-го места в американском Billboard Hot 100. На родине Стинга он был менее успешен, достигнув 41-го места в UK Singles Chart.
В 2004 году во время североамериканских концертов тура Стинга Sacred Love Tour к нему присоединилась Энни Леннокс. Во время тура это была единственная песня, которую они исполнили вместе. Затем они перезаписали версию песни, которая позже появилась в саундтреке к фильму «Бриджит Джонс: Грани разумного».

## Музыкальное видео
Видео было снято в чёрно-белых тонах, режиссёром выступила Мэри Ламберт по мотивам фильма «Орфей», в нём появляется жена Стинга Труди Стайлер. В клипе Стинг одет в самодельный джемпер (свитер) по мотивам бельгийского мультфильма «Приключения Тинтина».
Видео открывается кадром, на котором изображён Стинг (в роли поэта Мариаса) в джемпере. Музыка начинает играть, когда он смотрится в зеркало и поднимает руки. Он начинает играть, когда прикасается к зеркалу, поворачивается. За пределами французского кафе «des Poètes» мужчины бросают кости на улице. Художник начинает работу, и мужчины начинают танцевать. Поэт перелезает через спинку будки и садится на спинку сиденья. Он надевает очки, начинает петь и писать в дневнике. К мужчинам присоединяются танцующие женщины. Снаружи кафе на машине приезжает красивая женщина (Стайлер в роли Касарес). Она выходит из машины, за ней следует мужчина (Стинг в роли Сежеста), который кажется очень пьяным.
Поэт смотрит на женщину лицом к лицу, сталкивается с мужчиной, идущим за ней. Он проходит дальше, садится с другой группой людей. Позади него пьяный Сежест собирает листы со стихами и кладёт их в карман. Он начинает танцевать с мужчинами. Он следует за женщиной, прикасается к ней, и она бьёт его по лицу. Они обмениваются ударами, и зрители наконец вмешиваются. В кафе начинается драка. Прибывает полиция и пытается разнять драку. Кто-то из мужчин снова усаживает пьяного Сежеста в машину, и женщина следует за ним, а поэт наблюдает за происходящим. Он тоже садится в машину, а танцующие продолжают за ним. Он поёт женщине, говорит ей, что сегодня вечером они будут вместе. Машина отъезжает от кафе. Танцоры перед кафе переворачивают свои стулья и выходят. Клип получил награду MTV Video Music Award за лучшую операторскую работу на церемонии MTV Video Music Awards 1988 года.

## Список композиций
- 12" Single (A&M — SP-12251)

1. «We’ll Be Together» (Extended Mix) — 5:54
2. «We’ll Be Together» (Instrumental Version) — 4:10
3. «We’ll Be Together» (Album Version) — 4:50
4. «Conversation with a Dog» — 3:24
5. «We’ll Be Together» (Previous Version) — 4:30

- 7" Single (A&M — AM 410)

1. «We’ll Be Together» — 4:52
2. «Conversation With a Dog» — 3:24

## Участники записи
- Стинг — ведущий вокал, бас-гитара, контрабас, аранжировки
- Эрик Клэптон — электрогитара
- Ману Катче — ударные
- Кенни Кёркланд — клавишные
- Мино Чинелу[англ.] — ударные, вокодер
- Брэнфорд Марсалис — саксофон
- Энди Ньюмарк[англ.] — дополнительные ударные
- Рене Гейер[англ.] — бэк-вокал
- Веста Уильямс — бэк-вокал
- Долетт Макдональд — бэк-вокал
- Дженис Пендарвис[англ.] — бэк-вокал
- Энни Леннокс — бэк-вокал

Архив

## Позиция в чартах

### Еженедельные чарты
| Чарт (1987)                                  | Высшая позиция |
| -------------------------------------------- | -------------- |
| Австралия (Kent Music Report)                | 13             |
| Франция (SNEP)                               | 46             |
| Ирландия (IRMA)                              | 14             |
| Нидерланды (Dutch Top 40)                    | 33             |
| Великобритания (The Official Charts Company) | 41             |
| US Billboard Hot 100                         | 7              |
| US Billboard Album Rock Tracks               | 20             |

### Итоговые чарты
| Чарт (1988)     | Позиция |
| --------------- | ------- |
| США (Billboard) | 84      |